# Hans-Peter Voigt

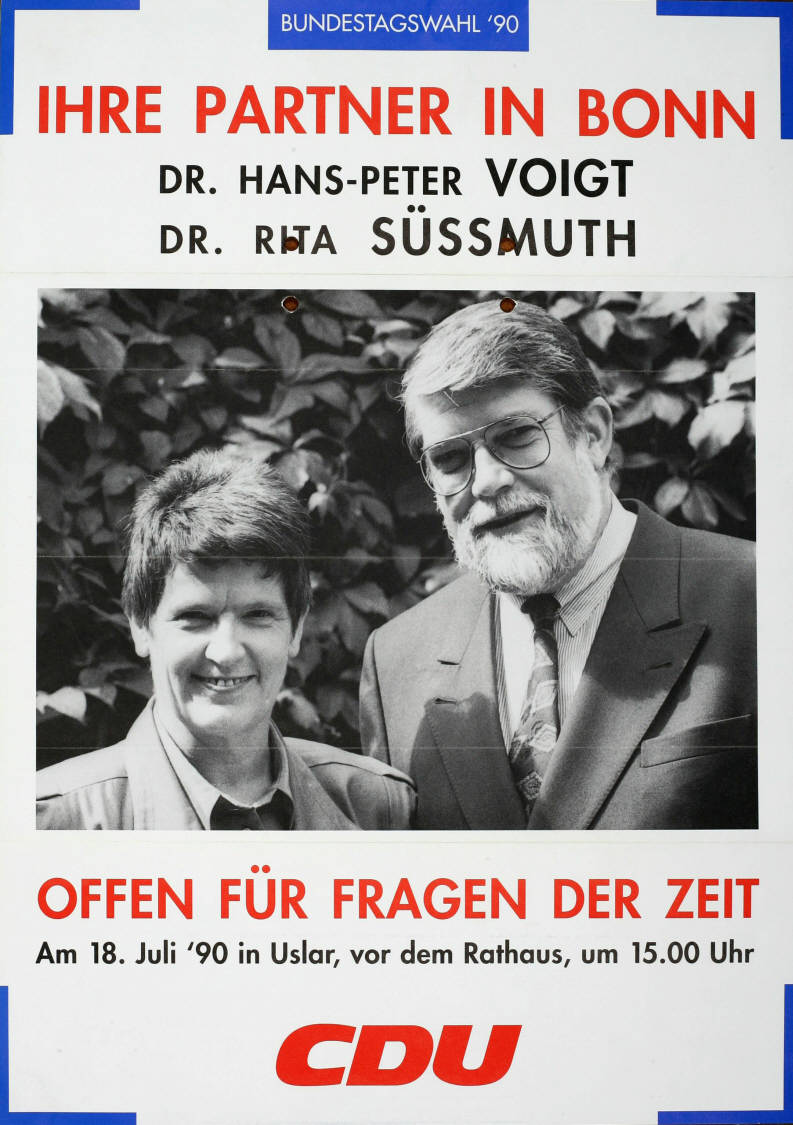
Voigt 1990 auf einem Wahlplakat der CDU mit Rita Süssmuth

Hans-Peter Voigt  (* 12. November 1936 in Winsen (Luhe); † 1. Januar 2014 in Northeim) war ein deutscher Apotheker und Politiker (CDU), unter anderem als Mitglied des Bundestages.

## Leben
Voigt erhielt 1958 in Northeim die Allgemeine Hochschulreife und studierte anschließend an der Universität Tübingen und der Universität Göttingen Pharmazie. 1963 schloss er das Studium mit dem Staatsexamen ab. 1967 wurde er im Fach Biochemie promoviert. Ab 1968 war er selbständiger Apotheker. Er wurde 1970 Mitglied der CDU, wohnte in Northeim, war von 1976 bis 1981 Ratsmitglied der Stadt, ab 1977 Mitglied des Kreistags und von 1981 bis 1986 Landrat des Landkreises Northeim. Von 1983 bis 1994 saß er als Abgeordneter über die Landesliste Niedersachsen im deutschen Bundestag. Von 1996 bis 2001 war Voigt Bürgermeister der Stadt Northeim. Bis zu seinem Tode war er Ehrenvorsitzender des CDU-Kreisverbandes Northeim.
Zeitweise war er auch Präsident der Bundesvereinigung für Gesundheit.
Voigt war seit 1960 Mitglied des Corps Suevia Tübingen.
Hans-Peter Voigt war evangelisch-lutherisch, verheiratet und hatte drei Kinder.